# Velký šéf (film, 1969)
Velký šéf (originální francouzský název Le Cerveau) je koprodukční francouzsko-italská filmová komedie z roku 1969 režiséra Gérarda Ouryho s Davidem Nivenem, Jeanem-Paulem Belmondem, Bourvilem a Elim Wallachem v hlavních rolích. Jde o komedii s parodickými prvky na film Velká vlaková loupež s humornou kriminální zápletkou.

## Děj
Drobný zlodějíček Artur Lespinasse prchá z vězení za pomoci svého přítele Anatola, aby vyloupil vlak na trase Paříž-Brusel převážející obrovské množství peněz pocházejících z tajných fondů NATO. Peníze však hodlá vyloupit i „Velký šéf“ alias plukovník Carol Matthews za pomoci sicilského mafiána Frankieho Scannapieca. Velký šéf skrývající se v plukovnické uniformě je ve skutečnosti hledaný zločinec, který se kdysi údajně podílel na skutečné Velké vlakové loupeži na trati Londýn-Glasgow, ten nyní vlak doprovází jako velitel jeho ozbrojené vojenské eskorty. Plány obou skupin, které o sobě ale vzájemně vůbec nevědí, se nicméně nutně zkříží. Přesto se jim tato krádež povede. Ukradených peněz se pak zmocní Frankie se svou sicilskou skupinou, aby se nemusela dělit s Velkým šéfem, který skupině před akcí nabídl pouze směšný podíl na zisku. Vzájemná řevnivost i žárlivost mezi Velkým šéfem a mafiánským bossem pak vede k tomu, že ukradené peníze nedostane žádný z nich a všechny se rozsypou do moře. Velký šéf se ale s oběma francouzskými kumpány na závěr filmu spojí a společně plánují další podobnou loupež, tentokrát ale loupež zlata určeného k uskladnění v pevnosti Fort Knox ve Spojených státech amerických.

## Obsazení
| David Niven         | plukovník Carol Matthews alias „Velký šéf“ |
| Jean-Paul Belmondo  | Arthur Lespinasse                          |
| Bourvil             | Anatole                                    |
| Eli Wallach         | Frankie Scannapieco                        |
| Silvia Monti        | Sofie                                      |
| Frank Valois        | Bruno                                      |
| Raymond Gérôme      | komisař                                    |
| Henri Attal         | muž z bandy                                |
| Yves Barsacq        |                                            |
| Jacques Ciron       | inspektor Duboeuf                          |
| Robert Dalban       |                                            |
| Mario David         |                                            |
| Raoul Delfosse      |                                            |
| Henri Génès         |                                            |
| Fernand Guiot       | inspektor Mazurel                          |
| Roger Lumont        |                                            |
| Paul Mercey         |                                            |
| Max Montavon        |                                            |
| Patrick Préjean     |                                            |
| Dominique Zardi     |                                            |
| Marcel Charvey      |                                            |
| Guy Delorme         |                                            |
| Gérard Hernandez    |                                            |
| Bob Lerick          |                                            |
| Jacques Balutin     | inspektor Pochet                           |
| Tommy Duggan        | superintendant Cummings                    |
| Sophie Grimaldi     |                                            |
| John Rico           |                                            |
| Trevor A. Stephens  |                                            |
| Arch Taylor         |                                            |
| Roland Monk         |                                            |
| Jean-François Barre |                                            |
| Micha Bayard        |                                            |